# The Bastard of Istanbul
The Bastard of Istanbul é um romance de 2006 de Elif Shafak, escrito originalmente em inglês e publicado pela Viking Adult. Foi traduzido por Aslı Biçen para sua língua nativa, o turco, sob o título Baba ve Piç em março de 2006, e se tornou um best-seller.

## Resumo
A história é centrada nos personagens Asya Kazancı e Armanoush Tchakhmakhchian. A história se passa em Tucson, Arizona; São Francisco, Califórnia; e Istambul, Turquia. O romance trata de suas famílias e como elas estão conectadas através dos eventos do genocídio armênio de 1915. Aos dezenove anos, Armanoush viaja secretamente para Istambul em busca de suas raízes armênias.

## Recepção
Geraldine Bedell do The Guardian escreveu: "O livro é importante por ter chamado a atenção para os massacres e para a ambivalência dos turcos sobre eles, e pelo que expôs sobre a liberdade de expressão. É, sem dúvida, um livro ambicioso, exuberante e abundante. Mas, talvez por causa da escrita às vezes floreada, lê-lo parece segurar um saco do qual 20 gatos muito bravos estão lutando para escapar."
Lorraine Adams, do The New York Times, escreveu: "Quando o esqueleto do romance finalmente dança para fora de seu frágil armário, fica claro que, embora Shafak possa ser uma escritora de compunção moral, ela ainda não se tornou — em inglês, pelo menos — uma boa romancista. Um momento valioso sob os holofotes foi desperdiçado, mas Shafak, ainda na casa dos 30 anos, tem tempo mais do que suficiente para se tornar uma escritora cuja arte corresponde à sua ambição."

## Julgamento contra o autor
Em junho de 2006, Kemal Kerinçsiz, um advogado nacionalista, processou Elif Shafak por supostamente "insultar a identidade turca" em seu romance ao abordar o Genocídio Armênio nos últimos anos do Império Otomano. O processo foi aberto no tribunal distrital de Beyoğlu, em Istambul, de acordo com o Artigo 301 do Código Penal Turco. Depois de o procurador ter retirado as acusações por falta de insulto, o advogado voltou a apresentar a sua queixa num tribunal superior, o 2.º Tribunal de Primeira Instância de Beyoglu, em Julho de 2006.
Shafak enfrentou uma sentença de até três anos de prisão pelos comentários feitos em seu romance. Em Setembro de 2006, o tribunal, também assistido por Joost Lagendijk, co-presidente da delegação à Comissão Parlamentar Mista UE - Turquia, absolveu-a das acusações criminais devido à falta de fundamentos legais para o crime em questão e à insuficiência de provas no controverso julgamento.

## Adaptação teatral
O romance foi adaptado para uma peça teatral em língua italiana por Angelo Savelli intitulada La Bastarda Di Istanbul, e foi encenada pelo Teatro di Rifredi em Florença, Itália. Sua estreia ocorreu em 3 de março de 2015, estrelando a atriz turca Serra Yılmaz.